# نصير الله بابر
اللواء نصير الله خان بابر (باللغة الأردية: نصيرالله خان بابر)؛ (1928 - 10 يناير 2011) هو وزير سابق للداخلية في باكستان. وضابط متقاعد من فئة النجمتين في الجيش الباكستاني، ثم ضابط عسكري محترف تحول إلى رجل دولة، وانضم إلى حزب الشعب الباكستاني. في عام 1975 تقاعد مبكرًا طوعًا من الجيش الباكستاني ليصبح حاكم مقاطعة الحدود الشمالية الغربية (الآن مقاطعة خيبر بختونخوا). وانضم إلى حزب الشعب الباكستاني بعد الإطاحة بحكومة ذو الفقار علي بوتو في عام 1977.
خلال عام 1974 كُلّف بابر بتمويل وتدريب المتمردين الطاجيك بأمر من ذو الفقار علي بوتو لتنظيم انتفاضة ضد حكومة سردار محمد داود خان. وحققت العملية نجاحًا كبيرًا لباكستان حيث اضطر داود خان إلى تغيير طريقه وإنهاء دعمه للمناهضين للحكومة الباكستانية. ثم شرع بابر في التقاعد من الجيش لبدء حياته السياسية. وأصبح حاكمًا لخيبر باختونخوا من 1975 إلى 1977 في ظل حكومة ذو الفقار علي بوتو، وفي عام 1988 كان بابر «المستشار الخاص والمساعد للشؤون الداخلية» في حكومة بينظير بوتو الأولى، وبين 1993 و1996 عُيَّن بابر وزيرًا للداخلية خلال حكومة بينظير بوتو الثانية.
نجح في الحد من عمليات القتل المستهدف والأنشطة الإجرامية في كراتشي في التسعينات، وتولى قيادة شرطة السند وتعامل بفعالية مع الأنشطة الإجرامية التي كانت متفشية في ذلك الوقت في كراتشي.